# Reinbertus Aloisius Tammenga
Reinbertus Aloisius Tammenga ook wel Reenbertus Aloïsius Tammenga (Vierhuizen, 16 april 1841 – Paramaribo, 2 maart 1922) was een landbouwer en politicus in Suriname.
Hij werd geboren als zoon van Hendericus Tammenga (broodbakker) en Grietje Werkman. Onder de leiding van onder andere dominee A. van den Brandhof vertrok in 1845 een groep van 384 mensen van Nederland naar Suriname om daar landbouwgronden te bewerken (zie artikel over boeroes). Drie jaar later verhuisde het gezin Tammenga van de provincie Groningen naar Suriname om zich aan te sluiten bij de Nederlandse boerenkolonisten die zich in Voorzorg aan de Saramacca-rivier hadden gevestigd. Nadat hun moeder in 1851 bij een uitbraak van  gele koorts was overleden vertrok het gezin naar Paramaribo waar vader een stukje landbouwgrond kocht maar ook een bakkerij begon. R.A. Tammenga hield zich korte tijd bezig met het goudwinning maar hervatte daarna zijn werk als landbouwer. Daarnaast zat hij in tal van commissies. 
In 1897 werd hij door de gouverneur benoemd tot lid van de Koloniale Staten. Van de 13 leden werden er 9 gekozen en de overige 4 leden werden benoemd door de gouverneur. Dat veranderde toen de gouverneur in 1901 geen leden meer kon benoemen. Tammenga werd bij de parlementsverkiezingen van 1901 verkozen als Statenlid. Bij de verkiezingen van 1912 was hij niet meer verkiesbaar.
In 1921, op zijn 80e verjaardag, deelde waarnemend gouverneur Rietberg hem mede dat een openbare school naar hem vernoemd werd. Nog geen jaar later overleed hij.